# Фернандес де Паленсия, Диего
Фернандес де Паленсия, Диего или Диего Фернандес «Палентинец» (исп. Diego Fernández de Palencia) (около 1520, Паленсия, Испания — 1581, Севилья, Испания) — испанский искатель приключений, солдат, путешественник по Южной Америке и историк Перу.

## Биография
Диего Фернандес родился в Паленсии, обучался на священника, был чиновником-регистратором, но около 1545 оказался в Перу, где служил в королевской армии под началом Алонсо де Альварадо, капитан-генерала в Чаркасе. В 1553 году был нотариусом в Лиме. Андрес Уртадо де Мендоса, маркиз де Каньете (Andrés Hurtado de Mendoza, marqués de Cañete), прибывший в качестве наместника Перу в 1555, предоставил Фернандесу место хрониста Перу с жалованьем в 600 песо в год, о чем ему была выдана Королевская Грамота от 12 июня 1559 года (и даже возвращался в Испанию на некоторое время, чтобы предоставить свою работу Президенту Совета Франсиско Тельо де Сандовалю /Francisco Tello de Sandoval/), и, находясь на этой должности, он написал книгу о мятеже Франсиска Эрнандеса Хирона (восставшего 27 ноября 1553 года), о восстании Гонсало Писарро, его казни, и об администрации Педро де ла Гаска. Всё это вышло под заглавием Первой и Второй части Истории Перу, напечатанной в Севилье в 1571 и посвященной королю Испании — Филиппу II.
Одним из яростных противников Диего Фернандеса был лиценциат Эрнандо де Сантильян (Hernando de Santillán), оидор в Аудиенсии в Лиме, написавший около 1558 или 1559 года обширное и полное эрудиции Сообщение о правлении Инков.
В марте 1568 года Диего Фернандес получил иск от прокурора Совета Индий о возвращении 1000 песо, которые ему дал Маркиз, назначив Хронистом, но он не мог заплатить их.
Также в 1568 году Фернандес получил разрешение на печать своей книги и отпечатал 1500 экземпляров в 1571 году.

## Произведения
- История Перу, Севилья, 1571. Полное название которой: «Primera y Segunda parte de la Historia del Perú que se mandó a escribir a Diego Fernández, vecino de la ciudad de Palencia. Contiene la primera lo sucedido en la Nueva España y en el Perú sobre la execución de las nuevas leyes y el alzamiento y castigo que hizo el Presidente Gasca a Gonzalo Pizarro y sus secuaces. La segunda contiene la tiranía y el alzamiento de los Contreras y de Sebastián de Castilla y de Francisco Hernández Girón, con otros muchos acontecimientos y sucesos. Dedicada al Rey»,

состоявшая из двух частей:
- - PRIMERA PARTE DE LA HISTORIA DEL PERÚ (в свою очередь делившуюся на Книгу Первую и Книгу Вторую).
  - SEGUNDA PARTE DE LA HISTORIA DEL PERÚ.

Она написана в ясном и лёгком для чтения стиле. Книга содержит много деталей, а поскольку у автора был доступ к переписке и к официальным документам, она, даже несмотря на его тенденциозность, является самым полным и правдивым описанием происшествий в Перу после конкисты, о которых он ведёт повествование. В основном посвящена завоеванию Новой Испании и Перу, и о цивилизации Инков содержит довольно мало сведений. Автор приводил факты только после тщательного их исследования, и потому появлявшиеся упрёки в нерадивости передачи истории Инков, могут считаться безосновательными.
Возможно, из-за наличия многочисленных правдивых сведений о событиях, Совет Индий запретил печатать и продавать его книгу в провинциях, находящихся в его юрисдикции. 16 мая 1572 хронист Лопес де Веласко (López de Velasco) попросил Совет Индий изъять экземпляры из продажи, якобы способствовавшие появлению мыслей о новых мятежах.
Его книга послужила источником для Инки Гарсиласо де ла Вега (ознакомился он с ней в Кордобе), в его «Подлинных Комментариях», где Гарсиласо безжалостно атакует его Историю и воодушевленно спорит по поводу некоторых персонажей.

## Издания
- PRIMERA PARTE DE LA HISTORIA DEL PERÚ POR DIEGO FERNÁNDEZ VECINO DE FALENCIA. Libro I. BIBLIOTECA HÍSPANIA, CALLE DE SAN LORENZO, NÚM. 10, MADRID, 1913
- PRIMERA PARTE DE LA HISTORIA DEL PERÚ POR DIEGO FERNÁNDEZ VECINO DE FALENCIA. Libro II. BIBLIOTECA HÍSPANIA, CALLE DE SAN LORENZO, NÚM. 10, MADRID, 1914